# Stazione di Sengawa

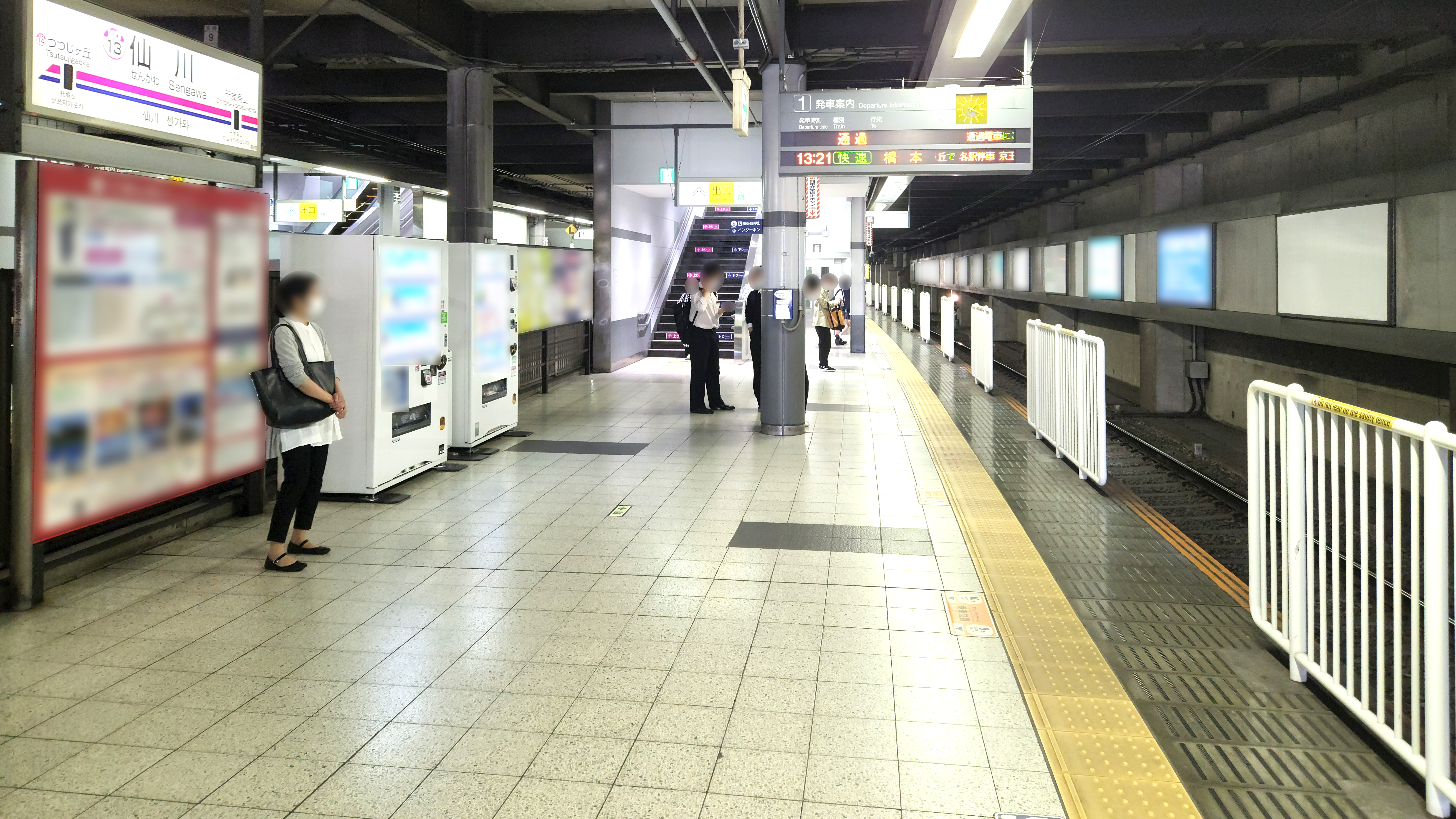
Il binario 1

La stazione di Sengawa (in giapponese 仙川駅, Sengawa-eki?) è una stazione ferroviaria della Linea Keiō a servizio del quartiere di Chōfu a Tokyo.
È gestita dalla Keio Electric Railway Keiō Line.
La ferrovia ad essa correlata è composta da due linee sotterranee, Chōfu e Keiō.